# Лонжин (Вармінсько-Мазурське воєводство)
Лонжин (пол. Łążyn, нім. Londzyn) — село в Польщі, у гміні Любава Ілавського повіту Вармінсько-Мазурського воєводства.
Населення — 339 осіб (2011).
У 1975-1998 роках село належало до Ольштинського воєводства.

## Демографія
Демографічна структура станом на 31 березня 2011 року:
|          | Загалом | Допрацездатний вік | Працездатний вік | Постпрацездатний вік |
| -------- | ------- | ------------------ | ---------------- | -------------------- |
| Чоловіки | 179     | 54                 | 116              | 9                    |
| Жінки    | 160     | 37                 | 95               | 28                   |
| Разом    | 339     | 91                 | 211              | 37                   |